# Aphelaria korupensis
Aphelaria korupensis är en svampart som beskrevs av P. Roberts 1999. Aphelaria korupensis ingår i släktet Aphelaria och familjen Aphelariaceae.   Inga underarter finns listade i Catalogue of Life.